# Іван Димитров
Іван Димитров (болг. Ivan Milanov Dimitrov, 14 травня 1935, Софія — 1 січня 2019, Софія) — болгарський футболіст, що грав на позиції захисника. Виступав, зокрема, за клуби «Локомотив» (Софія) та «Спартак» (Софія), а також національну збірну Болгарії. Чемпіон Болгарії.

## Клубна кар'єра
У дорослому футболі дебютував 1956 року виступами за команду клубу «Локомотив» (Софія), в якій провів дев'ять сезонів. За цей час виборов титул чемпіона Болгарії.
Своєю грою за цю команду привернув увагу представників тренерського штабу клубу «Спартак» (Софія), до складу якого приєднався 1965 року. Відіграв за софійських спартаківців наступні чотири сезони своєї ігрової кар'єри.
Завершив професійну ігрову кар'єру у клубі «Академік» (Софія), за команду якого виступав протягом 1969—1971 років.
Помер 1 січня 2019 року на 84-му році життя у місті Софія.

## Виступи за збірну
1957 року дебютував в офіційних матчах у складі національної збірної Болгарії. Протягом кар'єри у національній команді, яка тривала 14 років, провів у формі головної команди країни 70 матчів, забивши 1 гол.
У складі збірної був учасником чемпіонату світу 1962 року у Чилі, чемпіонату світу 1970 року у Мексиці.

## Титули і досягнення
- Чемпіон Болгарії (1):

«Локомотив» (Софія): 1963–1964